# 審議官
審議官（日语：／）是日本行政機關的官職名。
在日本，「審議官」分為「次官級」、「局長級」、「局次長級」三等，共同點是脫離組織架構，以幕僚立場進行政策協調與彙整。○○級代表其薪俸的等級，依其組織階層而定。審議官全是指定職。
具體的官職內容列於各省廳的法令中，因此各省廳的審議官職責稍有差異。
另外，類似的職稱還有地方自治體的審議監、民間的審議董事（審議役）。

## 日本審議官

### 次官級
一般是冠上省名的「省名審議官」，如「外務審議官」、「總務審議官」等，相當於次官級，是次於事務次官的各省官僚第二號人物。省名審議官依《國家行政組織法》規定是「針對部分所掌事務進行彙整之職」（總括整理職）。與其他審議官不同，次官級審議官並沒有統一名稱，部分「審議官」職稱甚至沒有審議官三字。另外，有時雖稱做「總務省總務審議官」、「財務省財務官」，但正式官名並不冠上省名（除了內閣府審議官）。
審議官的英文譯名，為避免與事務次官混淆，常譯為「國際擔當次官」等專業領域事務次官。
現有的次官級審議官如下。其中，金融國際審議官、醫務技監、技監與防衛審議官薪俸為指定職6號俸，其他為指定職7號俸。2014年7月防衛省成立後，法務省是唯一未設有「省名審議官」等級職務的省。
- 內閣府審議官（日语：内閣府審議官）（內閣府）【2名】
- 金融國際審議官（為政令職，是局長之上的次官級職位[4]）
- 總務審議官（總務省）【3名】
- 外務審議官（日语：外務審議官）（外務省）【2名】
- 財務官（日语：財務官 (日本)）（財務省）
- 文部科學審議官（日语：文部科学審議官）（文部科學省）【2名】
- 厚生勞動審議官（日语：厚生労働審議官）（厚生勞動省）
- 醫務技監（厚生勞動省）
- 農林水產審議官（日语：農林水産審議官）（農林水產省）
- 經濟產業審議官（日语：経済産業審議官）（經濟產業省）
- 國土交通審議官（國土交通省）【3名】
- 技監（不加省名，與國土交通審議官同為事務次官級的總括整理職）
- 地球環境審議官（日语：地球環境審議官）（環境省）
- 防衛審議官（日语：防衛審議官）（防衛省）

### 局長級

#### 大臣官房總括審議官
各省廳官房的局長級審議官。是依各省組織令規定的職位。各府省員額1～3名。以前稱為「大臣官房總務審議官」，為了避免與中央省廳再編時總務省新設的次官級「總務審議官」混淆而改稱「總括審議官」。
其地位通常低於各省廳之內局局長，最多與局長同等。不過，官房審議官的首席相當於官房長的次位。此外，金融廳的總務企劃局也設有總括審議官。
部分省設有作為技官高級幹部的技術總括審議官。

#### ○○審議官
以局長級就任，職稱加上特定領域，稱做具名審議官。通常配置於特定領域部門。舉例如下：
政策評價審議官（各府省大臣官房）指定職2號
宇宙審議官、獨立公文書管理監（內閣府大臣官房）指定職3號
少子化、青少年對策審議官（內閣府大臣官房）指定職2號
地域力創造審議官（總務省大臣官房）指定職3號
地球規模課題審議官（外務省國際協力局）指定職2號
國際文化交流審議官（外務省外務報道官、廣報文化組織）指定職2號
商務流通保安審議官（經濟產業省商務情報政策局）指定職3號
建設流通政策審議官、運輸安全政策審議官（國土交通省大臣官房）指定職3號
另外也有不使用「審議官」名稱、與局長同等的總括整理職，如外務省國際情報統括官與外務省大臣官房監察査察官、外務報道官、儀典長等。

### 局次長級

#### 內閣審議官
設於內閣官房內，是依內閣官房組織令所規定的政令職。負責參與內閣官房副長官補、內閣總務官室、內閣廣報室、內閣情報調査室事務中的重要事項，並進行部分彙整（內閣官房組織令7條）。與府省廳大臣（長官）官房審議官同等。常與次官級的省名審議官內閣府審議官混淆。

#### 大臣（長官）官房審議官
一般簡稱為「審議官」。是各省組織令所規定的職位。地位介於局長與課長之間。與其同等的有技官可出任的技術審議官。
類似職位還有課長級的参事官。

### 人事院事務總局的審議官
事務總局有總括審議官、審議官與數位安全、情報化審議官各一名，人材局有審議官與試驗審議官各一名，公平審査局有審議官一名、職員福祉局有職員團體審議官一名。

### 會計檢査院事務總長官房審議官
設有總括審議官1名、審議官12名。

### 最高裁判所事務總局審議官
最高裁判所事務總長之下設有審議官及家庭審議官參與最高裁判所事務總局的事務重要事項的企劃及立案。

### 地方公共團體的審議官
近年，地方公共團體也開始設置審議官。如廣島縣的經營戰略審議官、奈良縣的知事公室審議官、藤澤市、竹田市、赤穗市的政策審議官、岩國市的都市整備審議官等。